# Lia Carvalho
Lia Correia Carvalho (Lisboa, 1990) é uma atriz portuguesa de televisão, cinema e teatro.

## Biografia
Estudou na Escola Profissional de Teatro de Cascais, e  deu continuidade aos estudos na Escola Superior de Teatro e Cinema de Lisboa, onde se formou em representação teatral em 2017.  Trabalha como atriz de teatro desde 2008. 
Ficou conhecida depois de entrar para o elenco da popular série juvenil Morangos Com Açúcar em 2009. A contínua popularidade da série deu origem ao filme Morangos Com Açúcar - O Filme de 2012, que teve mais de 238 mil espectadores, um dos filmes portugueses mais bem sucedidos.
Depois disso, participou em vários outros filmes portugueses, entre eles, Bem Bom, de Patrícia Sequeira, que também foi exibido na televisão como uma minissérie de 7 episódios em 2021 sob o título Doce, foi nomeada para Melhor Atriz nos Prémios Sophia e Globo de Ouro. 
No entanto, a televisão continuou a ser o seu principal campo de actividade, à frente do cinema e do teatro, onde apareceu num grande número de séries televisivas e novelas. 

## Prémios e reconhecimento
Pelo papel desempenhado no filme Bem Bom, da realizadora Patricia Sequeira foi nomeada para o Prémio de Melhor Actriz nos Prémios Sophia e para os Globos de Ouro para Melhor Actriz, em 2022. 
Em 2024, foi distinguida com o Prémio Actores de Cinema da Fundação GDA, pela Melhor Interpretação de Papel Secundário, no filme Mal Viver, do realizador João Canijo. 

## Filmografia
Entre a sua filmografia encontram-se: 
- 2009–2011: Morangos Com Açúcar - Séries 7 e 8 (série juvenil)
- 2010: Morangos Com Açúcar: Concerto Final (filme para TV)
- 2012: Morangos com Açúcar – O Filme, do realizador Hugo de Sousa
- 2012–2013: Doce Tentação (telenovela)
- 2013: Sol de Inverno
- 2013: Sangue Frio (série de TV)
- 2013: Lar Doce Lar (curta-metragem), do realizador Renato Fernandes
- 2014: Não estou jogando aqui (curta-metragem), do realizador Gonçalo Castelo Soares
- 2014–2015: Água de Mar (série de TV)
- 2015: Eu adoro isso (série de TV)
- 2015: Amor Impossível , do realizador António-Pedro Vasconcelos
- 2015–2016: Poderosas (telenovela)
- 2016: O lugar que ocupa, do realizador Pedro Filipe Marques
- 2017: Filha da Lei (telenovela)
- 2017: Verão Danado, do realizador Pedro Cabeleira
- 2017–2018: Paixão (telenovela)
- 2019: Lisboa Azul (minissérie)
- 2019–2020: Terra Brava
- 2021: Bem Bom, da realizadora Patrícia Sequeira (como Doce também minissérie em 7 partes)
- 2022: Volto Já (minissérie)
- 2022: Vádio ; Direção: Simão Cayatte
- 2023: Mal Viver, do realizador João Canijo
- 2023: Viver Mal, do realizador João Canijo